# Cinnamon (phần mềm)
Cinnamon là một môi trường desktop dựa trên bộ công cụ GTK+ 3. Nó được phát hành năm 2011. Cinnamon bắt đầu như là một phân nhánh của GNOME Shell, do đó ban đầu nó chỉ là một lớp giao diện đồ họa của GNOME, nhưng nhanh chóng trở thành một môi trường desktop trong phiên bản Cinnamon 2.0. Cinnamon được phát triển bởi (và cho) bản phân phối Linux Mint, sau đó được áp dụng rộng rãi hơn ở nhiều bản phân phối khác.
Vì Cinnamon dự định thực hiện một giao diện người dùng đồ họa (GUI) riêng biệt từ GNOME, nhiều thành phần của GNOME Core Applications đã được phân nhánh, do đó GUI của nó có thể được viết lại cho thích hợp.

## Lịch sử
Nhóm phát triển Linux Mint ban đầu không chắc chắn về tương lai của phân phối sau khi phát hành GNOME 3.Nó có một lớp giao diện mới, GNOME Shell, không phù hợp với ý đồ thiết kế giao diện họ với Linux Mint, nhưng ban đầu không có lựa chọn thay thế có sẵn.
 Linux Mint 11 "Katya" được phát hành tháng 5/2011 với phát hành chính thức của GNOME 2, nhưng rõ ràng là cần một giải pháp tốt hơn, ví dụ như GNOME Panel đã không còn được phát triển.
 Do đó, nhóm phát triển đặt ra mục tiêu cải thiện GNOME Shell so that để nó phù hợp hơn với thiết kế của Linux Mint, và kế quả là "Mint GNOME Shell Extensions" (MGSE). Trong khi đó, môi trường desktop MATE được phân nhánh từ GNOME 2. Mint team quyết định kết hợp MATE vào Linux Mint 12 "Lisa" cùng MGSE,cung cấp cho người dùng một lựa chọn để sử dụng giao diện truyền thống của GNOME 2 hoặc MGSE dựa trên GNOME 3.

Tuy nhiên, MGSE đã đánh mất những kỳ vọng ngắn ngủi. Từ khi GNOME Shell đi theo một hướng khác so với mục tiêu các nhà phát triển Mint đã có trong tâm trí, rõ ràng là MGSE là không khả thi trong thời gian dài.Để đối phó với vấn đề này, GNOME Shell đã được phân nhánh và thành lập dự án Cinnamon, cho phép các nhà phát triển Linux Mint kiểm soát phát triển tốt hơn trong quá trình phát triển và thực hiện tầm nhìn của họ về giao diện GNOME để sử dụng trong các phiên bản tương lai của Linux Mint. Dự án đã được công bố công khai trên 02 tháng 1 năm 2012 trên blog Linux Mint.
Từ phiên bản 1.2 trở đi, Cinnamon sử dụng Muffin, một phân nhánh của trình quản lý của sổ GNOME 3 Mutter, làm trình quản lý cửa sổ của nó.
Cinnamon 1.6 được giới thiệu ngày 18/9/2012 với trình duyệt file mới Nemo thay thế cho Nautilus, mặc dù Nautilus là vẫn còn là một tùy chọn.
Cinnamon 1.8 phát hành ngày 5/5/2013. GNOME Control Center được phân nhánh. Nó bây giờ được gọi là Cinnamon-Control-Center  và nó kết hợp Gnome-Control-Center và Cinnamon-Settings. Gnome-Screensaver cũng bị phân nhánh và được gọi là Cinnamon-Screensaver. Bây giờ nó có thể cài đặt và cập nhật các applet, các phần mở rộng, desklets và theme thông qua control-center thay cho việc phải di chuyển các themes vào các folder .themes. Nó cũng có một tính năng sủa đổi giao diện Nemo. Desklets đi kèm với các phát hành là như Widgets.
Cinnamon 2.0 phát hành ngày 10/11/2013. Từ phiên bản này, Cinnamon không còn là một giao diện của GNOME như Unity hay GNOME Shell, mà là một "Môi trường desktop hoàn thiện". Cinnamon vẫn đang được xây dựng trên công nghệ của GNOME và sử dụng GTK+, nhưng nó không còn đòi hỏi GNOME để có thể cài đặt nó nữa. Thay đổi lớn nhất trong bản phát hành này là hoàn thiện edge-tiling, hoàn thiện quản lý người dùng, cấu hình hiệu ứng âm thanh cá nhân và cải tiến hiệu suất cho các ứng dụng toàn màn hình.

### Phát hành
| Lịch sử phát hành | Lịch sử phát hành | Lịch sử phát hành                                    | Lịch sử phát hành                                    | Lịch sử phát hành                          | Lịch sử phát hành |
| Phiên bản         | Ngày              | Dựa trên GTK+ (phát hành)                            | Có sẵn cho                                           | Ghi chú                                    |                   |
| ----------------- | ----------------- | ---------------------------------------------------- | ---------------------------------------------------- | ------------------------------------------ | ----------------- |
| 1.4               | 22/05/2012        | 3.4 (26/03/2012)                                     | Linux Mint 13                                        | Phát hành chính thức đầu tiên của Cinnamon |                   |
| 1.6               | 20/11/2012        | 3.4 (26/03/2012)                                     | Linux Mint 14                                        |                                            |                   |
| 1.8               | 13/02/2013        | 3.4 (26/03/2012)                                     | Linux Mint 15                                        |                                            |                   |
| 2.0               | 30/11/2013        | 3.8 (13/05/2013)                                     | Linux Mint 16, Fedora EPEL 7                         | Cinnamon trở thành môi trường desktop      |                   |
| 2.2               | 31/05/2014        | ≥ 3.9.12                                             | Linux Mint 17, Debian 8 "Jessie"                     |                                            |                   |
| 2.4               | 29/11/2014        | ≥ 3.9.12                                             | Linux Mint 17.1                                      |                                            |                   |
| 2.6               | 30/06/2015        | ≥ 3.9.12                                             | Linux Mint 17.2, Debian 9 "Stretch", Fedora 21 và 22 |                                            |                   |
| 2.8               | 05/12/2015        | Linux Mint 17.3, Fedora 23                           |                                                      |                                            |                   |
| 3.0               | 26/04/2016        | Linux Mint 18 (dựa trên Ubuntu 16.04 LTS), Fedora 24 |                                                      |                                            |                   |

## Thành phần
Cinnamon đã phân nhánh các ứng dụng của GNOME Core Applications.

## Tính năng
Các tính năng được Cinnamon hỗ trợ bao gồm
- Hiệu ứng desktop, bao gồm ảnh động và các hiệu ứng chuyển tiếp;

- Panels cung cấp một menu chính, launcher, một danh sách các của sổ và system tray có thể được điều chuyển sang trái, phải hay cho lên đầu hay xuống dưới màn hình
- Các phần mở rộng khác;
- Applet xuất hiện trên bảng điều khiển
- Overview với các chức năng tương tự như trong GNOME Shell; và
- Settings editor dễ dàng tùy chỉnh. nó có thể tùy chỉnh:
  - Panel
  - Lịch
  - Chủ đề
  - Hiệu ứng
  - Applets
  - Phần mở rộng

Tính đến 24/2/2012
không có tài liệu chính thức cho Cinnamon, mặc dù hầu hết các tài liệu cho GNOME Shell có thể áp dụng cho Cinnamon. Có các tài liệu cho các phiên bản Cinnamon của Linux Mint, với một chương về Cinnamon.

### Hình ảnh

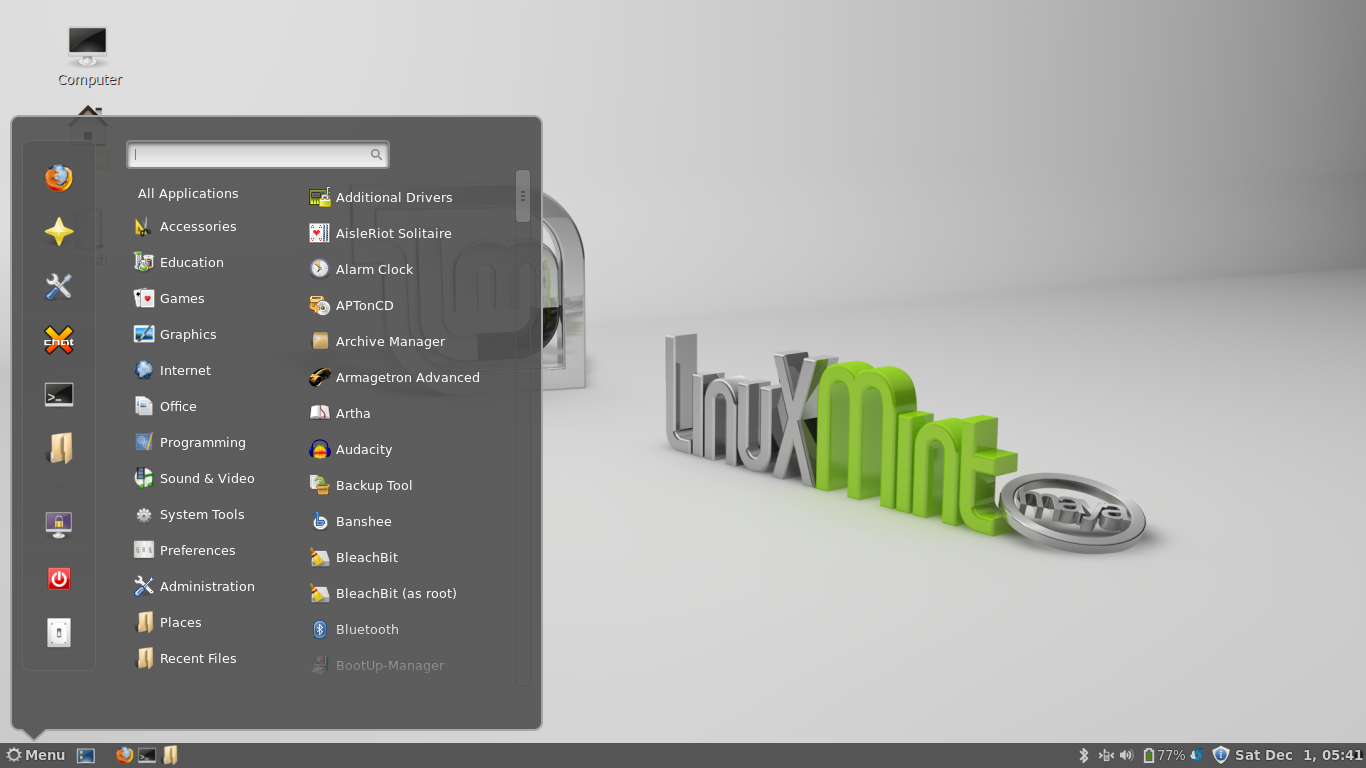
Cinnamon 1.6.7 Menu Linux Mint Maya.
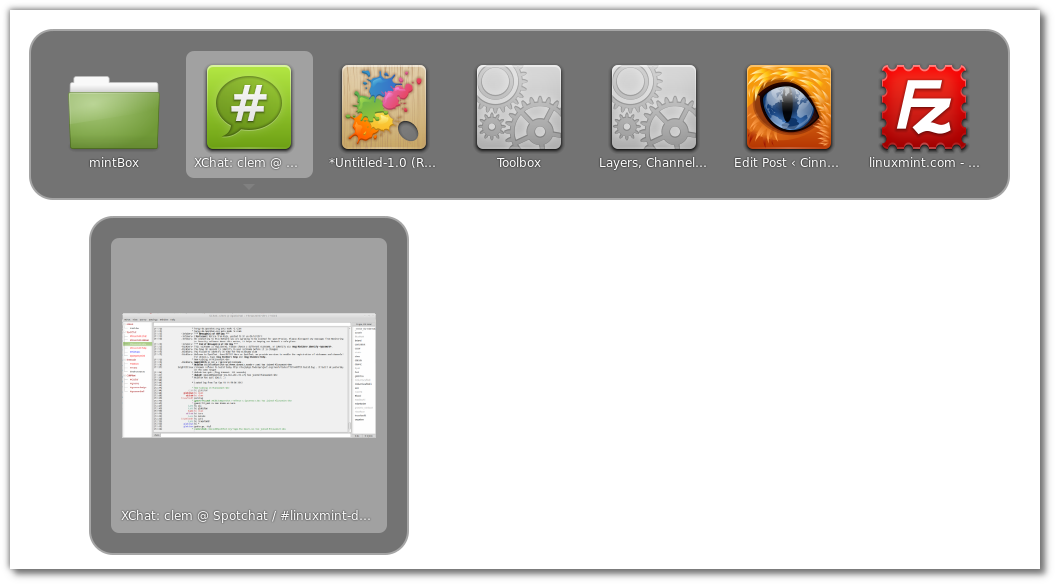
Cinnamon 1.6 showing a Alt-Tab thumbnails and window previews.
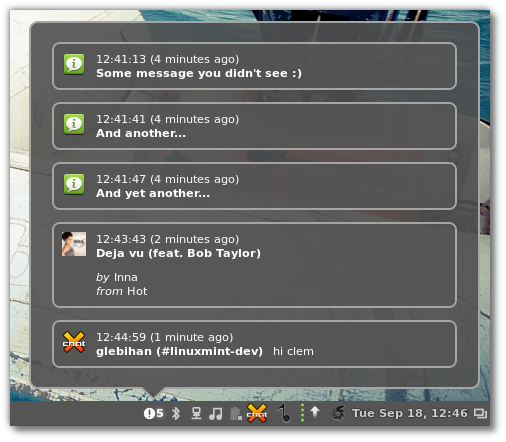
Cinnamon 1.6 showing a Notification Applet.
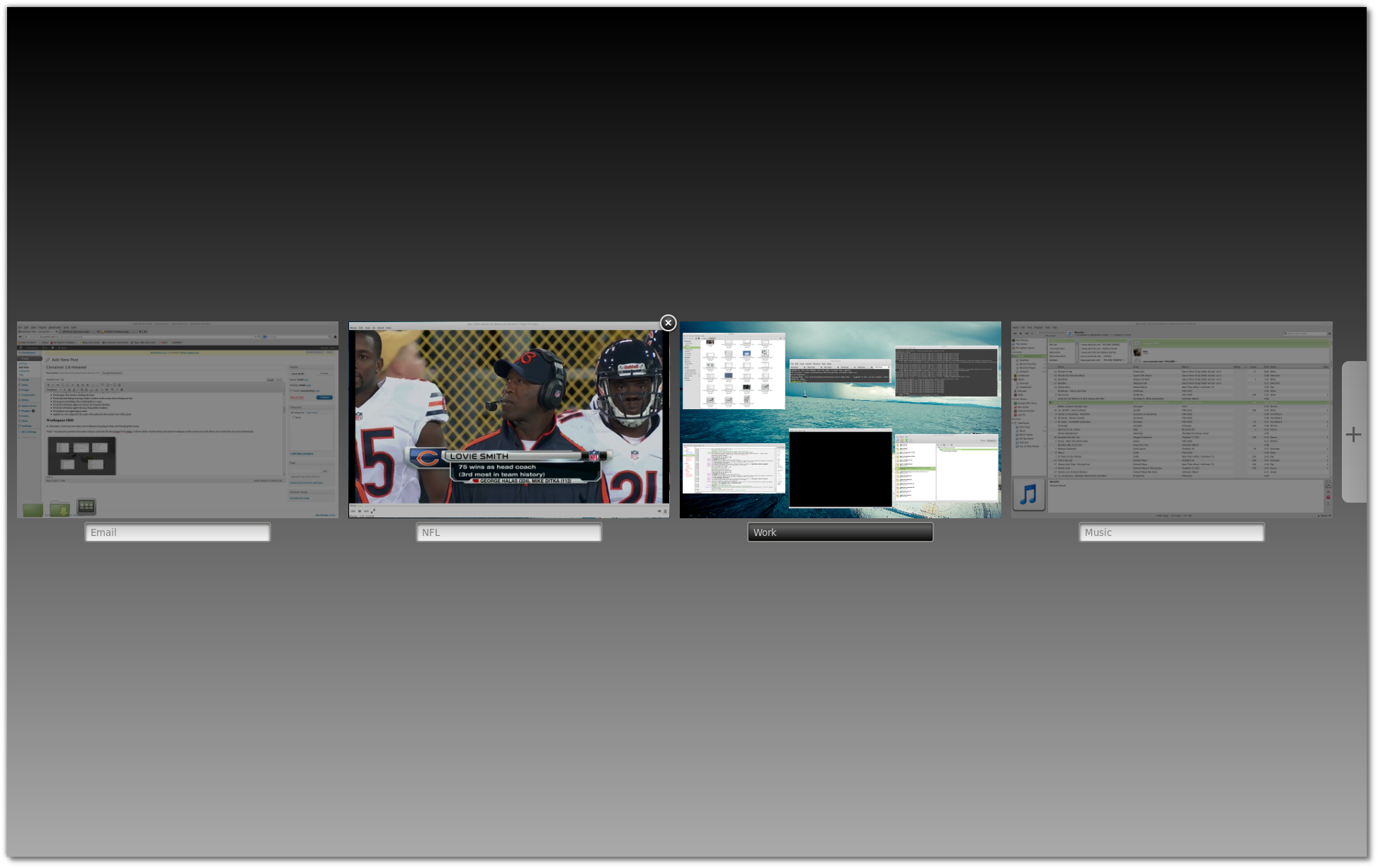
Cinnamon 1.6 showing a Workspace OSD.
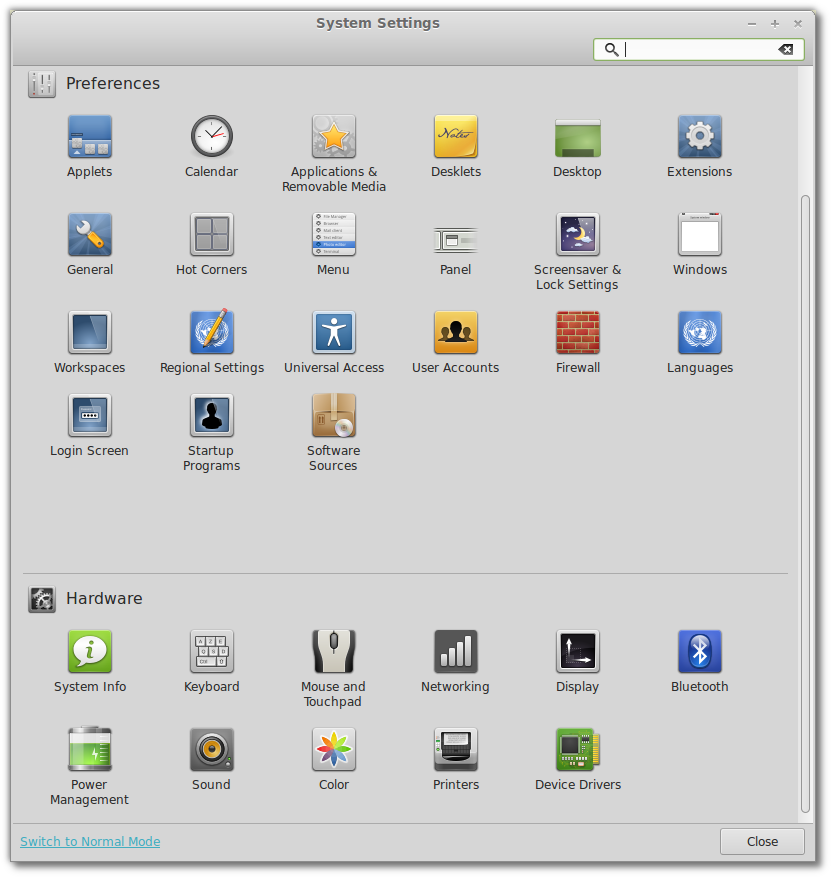
Cinnamon Control Center in Cinnamon 1.8

### Chế độ Overview
Chế độ mới overview đã được thêm vào Cinnamon 1.4. Có hai chế độ là "Expo" và "Scale", có thể được cấu hình trong Cinnamon Settings. 

## Khả năng mở rộng
Cinnamon có thể được chỉnh sửa thông qua các themes, applets và phần mở rộng. Themes có thể tùy chỉnh giao diện của Cinnamon, bao gồm nhưng không giới hạn ở menu, panel, lịch và khởi chạy các hộp thoại. Applets là icons là các ký tự xuất hiện trên bảng điều khiển. Năm applets được tích hợp mặc định, và các nhà phát triển có thể tự do tạo applets của riêng mình. Một hướng dẫn để tạo applet đơn giản có sẵn. Phần mở rộng có thể sửa đổi các chức năng của Cinnamon, như cung cấp một dock hoặc thay đổi cách hiển thị của  của tổ hợp phím chuyển đổi của sổ  Alt+Tab ↹.
Các nhà phát triển có thể tải lên các theme, các applet và các phần mở rộng của họ lên trang web của Cinnamon và cho phép người dùng tải về và đánh giá.

## Adoption
Cinnamon cóa sẵn trên kho ứng dụng của Linux Mint 12, và được cài sẵn trong Linux Mint 13 và cao hơn
 như là một trong bốn lựa chọn môi trường desktop, một trong ba môi trường còn lại là MATE. Đây cũng là một giao diện người dùng tự chọn trong Linux Mint Debian Edition Update Pack 4.
Ngoài Linux Mint, Cinnamon cũng có sẵn cho Ubuntu thông qua PPA, Fedora, openSUSE, Arch Linux, Gentoo Linux, Mageia, Debian, Pardus, Manjaro Linux, Sabayon 8. và FreeBSD Nó là môi trường desktop mặc định của Cubuntu, và Cr OS Linux, và dự kiến sẽ được thông qua bởi Fusion Linux trong phiên bản 16, thông qua một thông cáo đầy đủ là không có sẵn trong tháng 6/2014
.

## Tiếp nhận
Mặc dù đến tháng 1/2012 vẫn đang trong giai đoạn đầu phát triển, Cinnamon đã nhận được đón nhận khá tích cực. Các hỗ trợ của nó mạnh mẽ và linh hoạt hơn so với GNOME Shell trong khi cung cấp các tính năng nâng cao.
Trong đánh giá của họ về Linux Mint 17, Ars Technica mô tả Cinnamon 2.2 là "có vẻ khá thân thiện với hầu hết người dùng và có sự hữu dụng của tất các nền tảng desktop khác xung quanh nó."